# Eupithecia nachadira
Eupithecia nachadira is een vlinder uit de familie spanners (Geometridae). De wetenschappelijke naam is voor het eerst geldig gepubliceerd in 1941 door Brandt.
De soort komt voor in Afghanistan, Iran en Oekraïne.